# Реакція Вільгеродта
Реакція Вільгеродта (р-ція Вільгеродта — Кіндлера) (англ. Willgerodt carbonyl transformation) — хімічне перетворення жирноароматичних кетонів (а також вініл- і ацетиленіларенів, аралкілальдегідів, α-алкілпіридинів) в аміди карбонових кислот або в кислоти; здійснюється нагріванням субстрату з водними розчинами полісульфіду амонію або суміші сірки з амінами при нагріванні (при 150—200 °C).
ArCOCH3 —a→ RCH2C(=S)NR2 —b→ Ar СH2CONR2 або ArCH2CO2H
де a — Sn, R2NH; або (NH4)2Sn; b — H2O.
Синонім — карбонільне перетворення за Вільгеродтом.